# Campionati mondiali di pattinaggio di velocità su distanza singola 2024 - Mass start femminile
L'evento della gara mass start femminile dei Campionati mondiali di pattinaggio di velocità su distanza singola 2024 si è svolto il 17 febbraio 2024 alla Olympic Oval di Calgary, in Canada.

## Risultati
| Pos | Atleta                | NOC           | Punti | Tempo   |
| --- | --------------------- | ------------- | ----- | ------- |
| 1   | Irene Schouten        | Paesi Bassi   | 60    | 8:23.71 |
| 2   | Ivanie Blondin        | Canada        | 42    | 8:23.81 |
| 3   | Marijke Groenewoud    | Paesi Bassi   | 21    | 8:24.01 |
| 4   | Yang Binyu            | Cina          | 10    | 8:24.06 |
| 5   | Laura Peveri          | Italia        | 6     | 8:24.37 |
| 6   | Laura Lorenzato       | Italia        | 6     | 8:44.23 |
| 7   | Ramona Härdi          | Svizzera      | 4     | 8:28.94 |
| 8   | Mia Manganello        | Stati Uniti   | 3     | 8:24.56 |
| 9   | Sandrine Tas          | Belgio        | 3     | 8:25.32 |
| 10  | Yuka Takahashi        | Giappone      | 1     | 8:26.53 |
| 11  | Park Ji-woo           | Corea del Sud | 1     | 8:32.15 |
| 12  | Fran Vanhoutte        | Belgio        |       | 8:26.20 |
| 13  | Sumire Kikuchi        | Giappone      |       | 8:26.26 |
| 14  | Jin Wenjing           | Cina          |       | 8:36.13 |
| 15  | Sofie Karoline Haugen | Norvegia      |       | 8:36.85 |
| 16  | Valerie Maltais       | Canada        |       | 8:54.02 |